# سیارک ۵۰۴

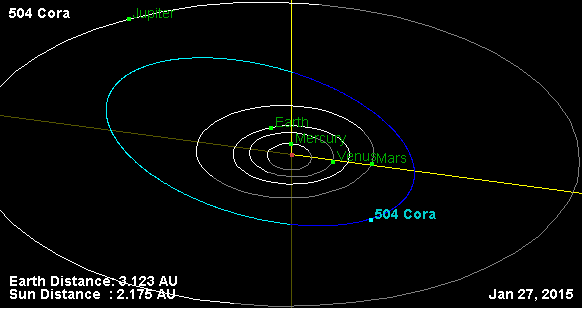
نمایی از محل قرارگیری سیارک ۵۰۴ در مدار – ۲۰۱۵

سیارک ۵۰۴ (به انگلیسی: 504 Cora، نامگذاری:1902LK) پانصد و چهارمین سیارک کشف شده‌است که در ۳۰ ژوئن ۱۹۰۲ کشف شد.
قدر مطلق سیارک برابر ۹٫۴۰ است.